# Pseudostomium californicum
Pseudostomium californicum är en plattmaskart. Pseudostomium californicum ingår i släktet Pseudostomium och familjen Pseudostomidae. Inga underarter finns listade i Catalogue of Life.